# Roman Karst
Roman Karst właśc. Adolf Tuchman (ur. 17 marca 1911 w Tyczynie, zm. 14 lutego 1988 w Stony Brook, USA) – polski krytyk literacki, tłumacz. 

## Życiorys
Urodził się w rodzinie żydowskiej, był synem Naftalego Tuchmana i Bronisławy z domu Haber.  W 1929 r. ukończył Gimnazjum im. Stanisława Konarskiego w Rzeszowie i zdał maturę. W latach 1931–1936 studiował prawo na Uniwersytecie Jagiellońskim. Po studiach pracował w sądownictwie w Krakowie.
W czasie II wojny światowej został aresztowany i zesłany przez władze sowieckie do obozu pracy na Syberii, gdzie przebywał w latach 1939–1943. W 1943 r. wstąpił do formowanej w ZSRR 1 Polskiej Dywizja Piechoty im. Tadeusza Kościuszki, w 1945 ukończył szkołę oficerską, w 1946 został zdemobilizowany.
Od 1946 r. publikował prace krytyczne pod pseudonimem „Roman Karst”, który jako oficjalne nazwisko przyjął w 1955 r. W latach 1947–1949 był członkiem redakcji pisma Nowiny Literackie, w 1949 Kuźnicy, w latach 1951–1952 Nowej Kultury. W latach 1953–1962 wykładał literaturę powszechną na Wydziale Filozofii (następnie Filozoficzno-Socjologicznym) i Wydziale Dziennikarstwa Uniwersytetu Warszawskiego, w latach 1955–1969 był członkiem redakcji i zastępcą redaktora naczelnego miesięcznika Twórczość. Publikował także w innych periodykach społeczno-politycznych i literackich oraz współpracował z Polskim Radiem.
Od 1949 r. był członkiem PZPR i ZLP, od 1956 polskiego PEN-Clubu. W grudniu 1966 r. podpisał list w obronie wyrzuconego z PZPR Leszka Kołakowskiego i w tym samym miesiącu opuścił partię. Podpisał list pisarzy polskich na Obczyźnie, solidaryzujących się z sygnatariuszami protestu przeciwko zmianom w Konstytucji Polskiej Rzeczypospolitej Ludowej (List 59).
W 1969 r. wyemigrował z Polski, mieszkał początkowo w Austrii, następnie w USA, gdzie był profesorem Stony Brook University. Wykładał tam literaturę niemiecką i literaturę porównawczą.

## Twórczość
- Lew Tołstoj (1952)
- Pisarze i książki: szkice z literatury rosyjskiej i niemieckiej (1953)
- Henryk Heine. Zarys życia i twórczości (1956)
- Drogi samotności. Rzecz o Franzu Kafce (1960)
- Thomas Mann oder der deutsch Zwiespalt (1970) – przetłumaczona z rękopisu w języku polskim
- ponadto ok. 400 haseł dotyczących literatury niemieckiej w Wielkiej Encyklopedii Powszechnej PWN

### Tłumaczenia
- Egon Erwin Kisch Szalejący reporter (1953)
- Franz Kafka Nowele i miniatury (1961) – wspólnie z Alfredem Kowalkowskim

## Ordery i odznaczenia
- Krzyż Kawalerski Orderu Odrodzenia Polski (11 lipca 1955)[2]
- Medal 10-lecia Polski Ludowej (19 stycznia 1955)[3]
- Odznaka Zasługi I klasy (Austria) (1968)

## Nagrody
- Nagroda „Wiadomości” za najlepszy utwór ogłoszony na łamach pisma w 1974 – za esej Kaprysy wyobraźni, czyli Kafka i Gogol